# Niter kibbeh
Niter kibbeh, nebo niter qibe (Etiopsky ንጥር ቅቤ niṭer ḳibē), také nazývané tesmi (v tigrinštině), je kořeněné přepuštěné máslo, používané v etiopské kuchyni. Připravuje se podobně jako přepuštěné máslo, ale niter kibbeh je vařeno s kořením. Recepty se liší, ale běžně se používá kmín, koriandr, kurkuma, kardamom, skořice, pískavice nebo muškátový oříšek. To mléčnému tuku dodává výraznou kořeněnou chuť a vůni. Pro zvýraznění chuti se celé koření opeče na pánvi a rozdrtí v hmoždíři nebo namele. U většiny druhů Niter kibbeh se často přidává i čerstvý česnek a zázvor.
V Somalilandu je známé jako subag Soomaali a je ve velké míře vyráběno a používáno při vaření v domácnostech a ke konzervování masa kočovníků. Přísady se trochu liší. Somálci do másla přidávají česnek, kardamom a hřebíček.